# Ratpenat groc de Sulawesi
El ratpenat groc de Sulawesi (Scotophilus celebensis) és una espècie de ratpenat endèmica d'Indonèsia.